# Губин, Николай Иннокентьевич
Никола́й Инноке́нтьевич Гу́бин (род. 2 февраля 1947) — военный дирижёр, публицист, музыкально-общественный деятель, автор и владелец популярного интернет-сайта МАРШ ТЫСЯЧЕЛЕТИЯ, посвященного 100-летию русского военного марша «Прощание славянки»

## Биография
Родился 2 февраля 1947 года в городе Колпашево, Томской области. Отец — Губин Иннокентий Иванович, фронтовик, кавалер ордена Красной Звезды и ордена Отечественной войны 2 степени. Мать — Губина (Шнурова) Прасковья Филипповна, награждена рядом медалей военного и мирного времени.
Ещё в школе Николай самостоятельно освоил ряд духовых и народных музыкальных инструментов. Работал в городском духовом и эстрадном оркестре. В 1965 году, после окончания Колпашевской средней школы № 5, руководил духовым оркестром Колпашевского педагогического училища. В 1967 году переехал в город Северск, где учился в музыкальном училище и работал в различных творческих коллективах (с 1967 по 1971 — артист и солист джаз-оркестра «Березка», оркестра Театра оперетты, оркестра Музыкально-драматического театра).
В 1972 году окончил Томское музыкальное училище им. Эдисона Денисова (отделение духовых инструментов, класс кларнета) и поступил на Военно-дирижёрский факультет при Московской государственной консерватории имени П. И. Чайковского. (Класс проф. Берлинского П М)
В 1973 году в составе сводного оркестра Московского гарнизона участвовал в военном параде на Красной Площади. В 1974 году сделал первую запись на Всесоюзном радио. В 1975 году сделал перевод с английского книги Г.Миллера «Мой метод аранжировки». В 1977 году успешно закончил учёбу  на Военно-дирижёрском факультете и был произведен в офицеры.
С 1977 по 1981 год служил в Военных оркестрах Краснознамённого Дальневосточного военного округа (КДВО). К этому же периоду времени относится проба пера в создании произведений для военного оркестра.
С 1982 года —  военный дирижёр полкового оркестра ВЧ ПП 83105 г.Наумбург. С 1982 по 1986 год проходил службу в составе Группы Советских Войск в Германии (ГСВГ).
В 1985 году —  дирижёр в Сводном военном оркестре ( военный оркестр ВЧ ПП 83105 и немецкий военный оркестр) на выступлениях в г.Герлитц и г.Цитау . Внес значительный вклад в пропаганду русской и советской военной музыки .
С 1986 по 1992 год — Служба в Военных оркестрах Ордена Ленина Ленинградского Военного Округа (ЛенВО) (г. Луга, г. Полярные зори). В этот период времени в газете «Лужская правда» опубликовал ряд краеведческих статей, посвященных жизни и творчеству на Лужской земле композиторов Римского-Корсакова и Мусоргского.
В 1988 году прошёл курс повышения квалификации по специальности «военно-дирижёрская», после чего проходил службу в должности начальника оркестра.
В 1992 году по увольнении в запас выдержал конкурс на замещение должности художественного руководителя и главного дирижера Липецкого Симфонического Оркестра и переехал в город Липецк.
В период с 1995 по 2010 год пишет серию острых публицистических статей, создает серию поэтических и прозаических сборников, пишет мемуары.
В 2012 году перенес тяжелое заболевание, приведшее к инвалидности по зрению. В 2014 году, после ряда операций, возобновил общественно-музыкальную и творческую деятельность.

## Музыкально-общественная деятельность
В 2010 году основал международное профессиональное интернет-сообщество «Военные капельмейстеры рубежа тысячелетия». Под его руководством офицеры сообщества вошли в государственные органы с инициативой проведения ежегодного Международного фестиваля духовых оркестров имени В. Агапкина.
С 2011 года особое место в творчестве Николая Губина занимает многолетняя перманентная работа над контентом музыкально-общественного интернет-сайта МАРШ ТЫСЯЧЕЛЕТИЯ. Первоначально сайт был посвящен 100-летней истории русского военного марша «Прощание славянки», однако всесторонние исследования социальной сущности вопроса постепенно стали доминировать, и ныне сайт превратился в настоящую музыкально-общественную трибуну для двухмиллионной аудитории почитателей марша из нескольких стран мира[значимость факта?].
С 2012 года Николай Губин — бессменный координатор интернет — акции ДНИ ВСЕМИРНОГО ИСПОЛНЕНИЯ РУССКОГО ВОЕННОГО МАРША «ПРОЩАНИЕ СЛАВЯНКИ» Акция проводится по всему миру в дни Международного фестиваля духовых оркестров им Агапкина и Шатрова на родине марша в городе Тамбове.

## Награды

#### Государственные
- Медаль «За безупречную службу» 3 степени (1983)
- Медаль «За безупречную службу» 2 степени (1988)
- Медаль «За безупречную службу» 1 степени (1993)
- Юбилейная медаль «60 лет вооруженных сил» (1978)
- Юбилейная медаль «70 лет вооруженных сил» (1988)
- Юбилейный знак"40 лет Победы"(1985)
- Благодарность Министра обороны СССР(1973)

#### Ведомственные
- Юбилейная медаль «100 лет маршу ПРОЩАНИЕ СЛАВЯНКИ»(2012)
- Знак отличия МО РФ «300 лет военной музыке России» (2013)
- Знак отличия МО РФ «Николай Римский-Корсаков» (2014)
- Юбилейная медаль «50 лет ВДФ МГК» (1975)
- Юбилейная медаль «80 лет ВИВД ВУ»(2017)

#### Иностранные
- Золотая игла «35 лет ГДР» (1983)
- Серебряная медаль « Общества германо-советской дружбы» (1984)
- Серебряный знак « За достижения в патриотической работе» (1986)

#### Общественные
- Нагрудный знак «Всероссийского общества охраны памятников истории и культуры» (1987)
- Диплом Российского Императорского Дома Её Императорского Высочества Великой Княжны Марии Владимировны (2014)

- Медаль Российского союза писателей  «Сергей Есенин. 125 лет» Свидетельство о праве ношения медали серия 3120 №2239.(2020)